# Hrabroslav Ražem
Hrabroslav Ražem (tudi Andrej Ražem), slovenski organist,  zborovodja in skladatelj, * 27. november 1863, Bazovica, † 5. december 1908, Bazovica.

## Življenje in delo
Rodil se je v družini zidarja Mihaela in gospodinje Katarine Ražem rojene Grgič. Ljudsko šolo je obiskoval v rojstnem kraju, potem pa odšel v Barkovlje in se izučil za krojača, vendar sta ga bolj zanimala petje in glasba. Prvi pouk v glasbi je dobil na pri učitelju Martelancu na Katinari pri Trstu, izpopolnjeval pa se je pri učitelju Urbančiču v Bazovici.
Najprej je bil organist v Lokvi, potem v Barkovljah, od 1896-1905 pa v Bazovici; istočasno je vodil pevske zbore v Padričah, Borštu in v Trstu pri Sv. Jakobu (ali Sv. Just?) ter Rojanu. V Barkovljah je bil prvi zborovodja leta 1889 ustanovljenega pevskega društva Adrija, ki je imel najprej moški, potem pa mešani zbor. Uglasbil in harmoniziral je več pesmi za zbore. Njegove pesmi so pravzaprav narodno blago. Ražem ni bil izšolan glasbenik in skladatelj, marveč je imel samo samonikel glasbeni talent. Na prehodu v  20. stoletje je bil eden vodilnih zborovodij na tržaškem, ki je močno povzdignil cerkveno in društveno petje.